# Suserz (gromada)
Suserz – dawna gromada, czyli najmniejsza jednostka podziału terytorialnego Polskiej Rzeczypospolitej Ludowej w latach 1954–1972.
Gromady, z gromadzkimi radami narodowymi (GRN) jako organami władzy najniższego stopnia na wsi, funkcjonowały od reformy reorganizującej administrację wiejską przeprowadzonej jesienią 1954 do momentu ich zniesienia z dniem 1 stycznia 1973, tym samym wypierając organizację gminną w latach 1954–1972.
Gromadę Suserz z siedzibą GRN w Suserzu utworzono – jako jedną z 8759 gromad na obszarze Polski – w powiecie gostynińskim w woj. warszawskim, na mocy uchwały nr VI/10/3/54 WRN w Warszawie z dnia 5 października 1954. W skład jednostki weszły obszary dotychczasowych gromad Dobrów, Holendry Dobrowskie, Stefanów Suserski, Suserz i Teodorów oraz obszary spółdzielni produkcyjnej Kamieniec z dotychczasowej gromady Pieryszew ze zniesionej gminy Szczawin, a także obszary dotychczasowych gromad Potrzasków, Słup, Adamów, Helenów i Janki ze zniesionej gminy Pacyna – w tymże powiecie. Dla gromady ustalono 16 członków gromadzkiej rady narodowej.
1 stycznia 1959 do gromady Suserz przyłączono wsie Gołas i Łuszczanów ze znoszonej gromady Nowy Szczawin Borowy w tymże powiecie.
Gromada przetrwała do końca 1972 roku, czyli do kolejnej reformy gminnej.